# Ceratza da Bulgária
Maria Ceratza/Ciritza da Bulgária (em grego: Μαρία Κυράτζα; em búlgaro:  Кераца-Мария) era filha do tsar búlgaro João Alexandre e sua segunda esposa, uma judia convertida, Teodora (Sara). Ela foi a imperatriz-consorte de Andrônico IV Paleólogo durante seu breve reinado entre 1376 e 1379.

## Casamento
Em 17 de agosto de 1355, Ceratza foi prometida ao futuro imperador bizantino Andrônico IV Paleólogo. O documento emitido pelo Patriarcado Ecumênico de Constantinopla afirma que "que ele seria bom para os cristãos: bizantinos e búlgaros; e pernicioso para os infiéis (os turcos otomanos)".
Em 1373, ainda como co-imperador com seu pai, o marido de Ceratza liderou uma fracassada revolta contra o sultão otomano Murade I. Como resultado, a imperatriz (e seu marido e filhos) foram aprisionados por três anos, até serem libertados através de uma intervenção dos genoveses. Em 12 de agosto de 1376, Andrônico depôs seu pai, João V Paleólogo, e tomou para si o trono imperial, tendo Ceratza como imperatriz-consorte. O novo casal imperial permaneceu no poder em Constantinopla até 1 de julho de 1379, quando João V conseguiu retomar o trono. Andrônico IV foi declarado co-imperador, mas o conflito entre pai e filho só terminaria com a morte de Andrônico em 1385.
Ceratza passou os últimos anos de sua vida como freira com o nome de Matissa e morreu em 1390.

## Família
Ceratza e Andrônico tiveram três filhos, um menino e duas meninas. O rapaz viria a se tornar o imperador João VII Paleólogo, que reinaria por cinco meses em 1390.